# Paralimna decipiens
Paralimna decipiens är en tvåvingeart som beskrevs av Friedrich Hermann Loew 1878. Paralimna decipiens ingår i släktet Paralimna och familjen vattenflugor. Inga underarter finns listade i Catalogue of Life.